# Phaneta latens
Phaneta latens is een vlinder uit de familie van de bladrollers (Tortricidae). De wetenschappelijke naam van de soort is, als Thiodia latens, voor het eerst geldig gepubliceerd in 1929 door Heinrich. De combinatie in Phaneta werd door Powell in 1983 gemaakt.

## Type
- holotype: "male. 8.-14.VII. genitalia slide no. 72769"
- instituut: USNM, Smithsonian Institution, Washington, U.S.A.
- typelocatie: "USA, California, Tulare Co., Monachee Meadows, 8000 ft"